# Michal Batka
Michal Batka (ur. 29 sierpnia 1987 w Koszycach) – słowacki koszykarz grający na pozycji centra w Interze Bratysława.

## Osiągnięcia

### Drużynowe
- 2-krotny mistrz Słowacji (2014, 2019)
- Wicemistrz Słowacji (2015)
- 2-krotny brązowy medalista mistrzostw Słowacji (2017, 2018)
- Zdobywca Pucharu Słowacji (2017)

### Reprezentacja
- Uczestnik:
  - Mistrzostw Europy U–18 Dywizji B (2005)

## Statystyki

### W rozgrywkach krajowych
| Sezon     | Drużyna                            | M  | S5 | MPG  | FG%   | 3P%   | FT%   | RPG | APG | SPG | BPG | PPG  |
| --------- | ---------------------------------- | -- | -- | ---- | ----- | ----- | ----- | --- | --- | --- | --- | ---- |
| 2011/2012 | BK 04 Nowa Wieś Spiska (Extraliga) | 34 | 34 | 33,4 | 51,5% | 34,0% | 68,9% | 7,2 | 1,7 | 1,0 | 1,4 | 15,5 |
| 2012/2013 | BC Prievidza (Extraliga)           | 35 | 25 | 29,3 | 53,7% | 36,7% | 87,8% | 4,2 | 0,8 | 0,6 | 0,7 | 12,3 |
| 2013/2014 | Inter Bratysława (Extraliga)       | 42 | 33 | 26,8 | 52,9% | 36,9% | 81,3% | 5,8 | 0,9 | 0,5 | 0,8 | 11,7 |
| 2014/2015 | Polfarmex Kutno (PLK)              | 15 | 8  | 14,3 | 38,6% | 20,0% | 100%  | 2,1 | 0,7 | 0,4 | 0,3 | 4,0  |
| 2014/2015 | BC Prievidza (Extraliga)           | 25 | 18 | 19,2 | 50,6% | 19,0% | 80,6% | 4,6 | 1,0 | 0,8 | 0,4 | 9,8  |
| 2015/2016 | Slávia Koszyce (Extraliga)         | 44 | 36 | 26,7 | 53,2% | 33,7% | 83,8% | 6,3 | 1,2 | 0,7 | 1,0 | 12,9 |
| 2016/2017 | Slávia Koszyce (Extraliga)         | 49 | 41 | 26,1 | 63,8% | 23,1% | 83,6% | 6,4 | 1,2 | 0,5 | 1,1 | 13,2 |
| 2017/2018 | Inter Bratysława (Extraliga)       | 40 | 27 | 23,0 | 63,2% | 43,3% | 89,4% | 5,3 | 1,7 | 0,5 | 0,9 | 12,2 |
| 2018/2019 | Inter Bratysława (Extraliga)       | 42 | 32 | 23,4 | 53,9% | 46,5% | 84,6% | 4,3 | 1,6 | 0,5 | 0,5 | 10,9 |
| 2019/2020 | Inter Bratysława (Extraliga)       | 27 | 26 | 26,3 | 50,2% | 38,7% | 84,6% | 6,4 | 1,6 | 0,6 | 0,9 | 11,0 |

### W rozgrywkach międzynarodowych
| Sezon     | Drużyna                          | M | S5 | MPG  | FG%   | 3P%   | FT%   | RPG | APG  | SPG  | BPG | PPG   |
| --------- | -------------------------------- | - | -- | ---- | ----- | ----- | ----- | --- | ---- | ---- | --- | ----- |
| 2019/2020 | Inter Bratysława (Liga Mistrzów) | 2 | 2  | 25,1 | 47,1% | 55,6% | 50,0% | 5,0 | 0,0  | 0,5  | 0,0 | 11,0  |
| 2019/2020 | Inter Bratysława (Europe Cup)    | 6 | 6  | 23,0 | 50,8% | 37,9% | 88,2% | 5,0 | 1,67 | 0,33 | 0,5 | 14,33 |